# Обувь из пещеры Арени
Обувь из пещеры Арени — 5500-летний кожаный ботинок, который был найден в 2008 году в отличном состоянии в пещерном комплексе Арени, находящемся в Вайоцдзорской области Армении. Это цельный кожаный ботинок, который на несколько веков старше обуви ледяного человека Эци, что делает его старейшей цельнокожаной обувью в мире, известной исследователям. Намного более старая обувь, 10 000-летние сандалии, изготовленные из волокна полыни, была обнаружена в США в пещере Форт-Рок в Орегоне. Согласно имеющимся на сегодняшний день доказательствам, пользоваться обувью люди начали от 40 000 до 26 000 лет назад. Открытие было сделано международной командой исследователей под руководством Бориса Гаспаряна, археолога из Института археологии и этнографии Национальной академии наук Армении.

## Открытие
Армянская аспирантка Диана Зардарян обнаружила кожаный ботинок в ходе раскопок, проводившихся группой археологов из армянского Института археологии и этнографии, а также из Ирландии и США. Обувь была обнаружена лежащей верх ногами на дне аккуратно обработанной ямы глубиной 45 см и диаметром 44-48 см под перевёрнутой разбитой керамической чашей медного века. Рядом был найден разбитый горшок и козьи рога. Благодаря раскопкам в том же районе была найдена самая старая в мире винодельня.

## Анализ
Обувь была найдена в почти идеальном состоянии из-за прохладных и сухих условий пещеры и толстого слоя овечьего навоза, который действовал как уплотнитель. Большие ёмкости для хранения были найдены в той же пещере, во многих из них хорошо сохранились пшеница, ячмень, абрикосы, а также другие съедобные растения. Обувь была заполнена соломой и травой. Археологи не уверены, была ли это изоляция, чтобы держать ногу в тепле, или же трава использоваться для сохранения формы обуви во время хранения. Ведущий археолог Рон Пинхаси не смог определить, принадлежал ли ботинок мужчине или женщине. В то время как размер обуви небольшой, примерно 37-й, он заявил, что «обувь могла также подойти мужчине из той эпохи». Сохранились даже шнурки обуви.
Основные сходства в технике изготовления цельных кожаных ботинок, находимых на территории Европы, и обуви из пещеры Арени, могут свидетельствовать, что обувь этого типа носилась на протяжении тысячелетий в большом и экологически разнообразном географическом регионе. По мнению Пинхаси, башмак из пещеры Арени похож на ирландский пампути, обувь, которую носили на островах Аран до 1950-х годов. Обувь также очень похожа на традиционную балканскую, известную как опанки.
Когда материал был исследован в двух радиоуглеродных лабораториях в Оксфорде и в Калифорнии, было установлено, обувь восходит к 3500 годам до н. э. Эта дата на несколько сотен лет старше даты, установленной для кожаной обуви, найденной на ледяном человеке Эци.
После обработки для сохранения, обувь из пещеры Арени будет выставлена в Историческом музее Армении.